# Банада Євген Володимирович
Євген Володимирович Банада (нар. 29 лютого 1992, Нікополь, Україна) — український футболіст, центральний півзахисник, центральний захисник. Колишній гравець молодіжної збірної України з футболу.

## Клубна кар'єра
Народився в Нікополі. Батько Євгена, який грав у футбол на аматорському рівні, із самого дитинства залучав його до цієї гри, а згодом віддав у відповідну секцію. Першим тренером молодшого Банади в місцевому «Колосі» був Віталій Іванович Міняйло. Граючи за команду Нікополя на одному з дитячих турнірів, Банаду помітили скаути дніпропетровського УФК, поле чого запросили до обласного центру. У Дніпрі грав разом з Русланом Бабенком, далі продовжив навчання в донецькому УОР ім. Сергія Бубки, де грав у групі з Олександром Філіпповим. З обома цими хлопцями пізніше перетинався і в молодіжній збірній України.
Останньою командою Банади в ДЮФЛУ був донецький «Олімпік». Після завершення навчання грав за команду «Олімпіка» в чемпіонаті області. У 2011 році запрошений на перегляд в «Олександрію», яка того сезону грала в Прем'єр-лізі. Ставши гравцем цієї команди, у дебютний сезон його залучали лише до матчів дубля, тренером якого був Вадим Павлович Чернишенко. Прийшовши в олександрійську команду, нікопольський футболіст грав на позиції центрального захисника. У дублі теж починав на цій позиції, але після першого кола його перевели в півзахист.
З наступного сезону «Олександрія» знову грала в Першій лізі. Банаду стали залучати до матчів основного складу. У сезоні 2012/13 років олександрійці стали бронзовими призерами першої ліги, потім послідовно завоювали срібло (2013/14) і золото (2014/15), оформивши повернення в Прем'єр-лігу. 19 липня 2015 року в першому турі чемпіонату України 2015/16 в грі проти донецького «Шахтаря» дебютував у вищому дивізіоні. За 10 років кар'єри в команді провів за клуб 215 ігор в Першій лізі та УПЛ, в яких забив 23 голи.
У липні 2021 року підписав контракт із харківським «Металістом», який на той час виступав у Першій лізі. На початку збройної агресії зі сторони росії покинув команду.
14 липня 2022 року став гравцем криворізького «Кривбаса». Дебютував за нову команду 23 серпня того ж року у виїзній грі проти «Колоса» (0:1). Загалом у сезоні провів 18 матчів за криворіжців, але результативними діями не відзначився.
3 липня 2023 року перейшов до лав дебютанта УПЛ черкаського ЛНЗ. Утім провів за клуб лише одну гру.
У лютому 2024 року підписав річний контракт із рівненським «Вересом». 25 лютого провів першу офіційну гру за рівнян у рамках УПЛ проти ковалівського «Колоса» (0:2). Загалом за рівненську команду провів 9 матчів в УПЛ. 
13 липня 2024 року поповнив «Лівий Берег», який щойно вперше в історії вийшов до УПЛ. За сезон провів у команді 23 матчі, голів не забивав.

## Кар'єра в збірній
На початку січня 2013 року вперше був викликаний до складу молодіжної збірної України U-21, головним тренером Сергієм Ковальцем на Кубок Співдружності в Санкт-Петербурзі. У своїй групі Україна зайняла 1-ше місце, набравши 9 очок і обігнавши Литву, Молдову і Туркменістан. В 1/4 фіналі Україна розгромила Молдову з рахунком (5:0). У півфінальному матчі Україна обіграла Литву (1:2) і вийшла у фінал. У фінальній грі Україна поступилася господарям турніру, Росії з рахунком (4:2).

## Досягнення
- Прем'єр-ліга
  -  Бронзовий призер: 2018/19
- Перша ліга чемпіонату України
  -  Чемпіон: 2014/15
  -  Срібний призер: 2013/14
  -  Бронзовий призер: 2012/13